# 빈
빈(독일어: Wien, 바이에른어: Wean, 문화어: 윈)은 오스트리아의 수도이다. 영어 명칭인 비엔나(영어: Vienna 비에너[*])로도 알려져 있다. 도나우강이 도시를 관통하며 인구는 약 190여만 명이고 대도시권 광역 인구는 약 230여만 명이다.

## 명칭
영어식 표기인 비엔나(Vienna)는 같은 철자의 이탈리아어 이름에서 유래했다. 빈이라는 명칭의 유래는 아직도 학계에서 논쟁의 대상이다. 게일어로 하얀 마을을 뜻하는 로마 제국의 정착지 빈도보나에서 유래했다는 설과, 숲속 계곡을 의미하는 vedunia가 고대 고지 독일어의 uuenia로, 이것이 다시 고지 독일어의 wien과 방언 wean으로 변형되었다는 가설이 존재한다.

## 역사

### 개척과 발전

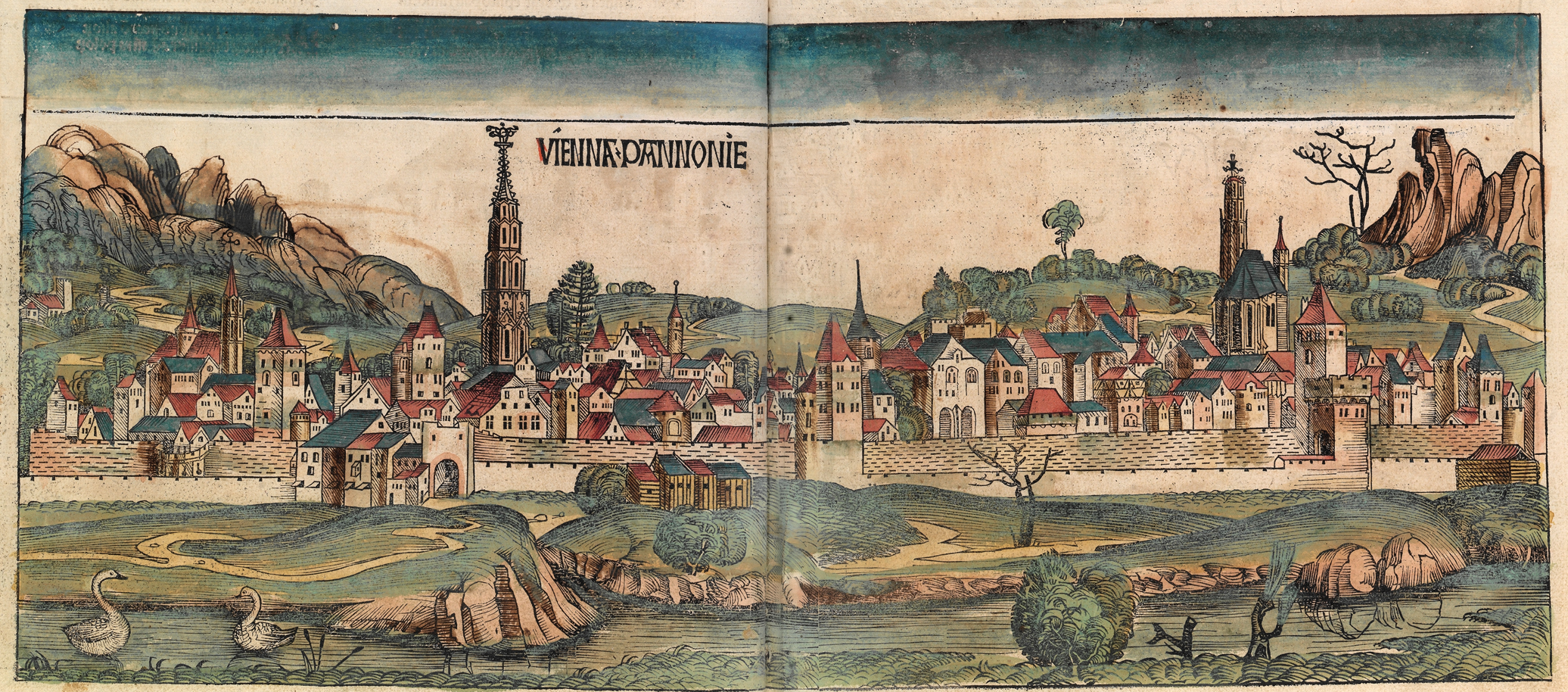
《뉘른베르크 연대기》에 실린 빈을 묘사한 도판, 1493년

오늘날 빈 지역에 사람이 살았던 흔적이 처음 나타난 것은 기원전 500년 즈음으로, 켈트족이 다뉴브강 유역에 정착한 것에서 시작되었다. 기원전 15년 로마인들은 로마 제국을 게르만족으로부터 방어하기 위해 자신들이 빈도보나라고 이름 붙인 개척지를 요새화했다.
빈과 켈트족의 밀접한 관련성은 몇 세기 동안 지속되었다. 아일랜드인 수도승 성 콜먼은 멜크 수도원에 묻혔으며 성 퍼질은 잘츠부르크에서 40년 동안 주교 자리를 맡았다. 그런가 하면 12세기 무렵 아일랜드 베네딕도회는 수도원을 겸하는 거주지를 만들었다. 이러한 연관성은 한때 수많은 아일랜드 수도승들이 활동했던 쇼텐 대사원을 통해 보여지듯이 빈의 일부가 되었다.
976년, 바벤베르크가의 레오폴트 1세는 오스트리아 변경백국의 지도자가 된다. 레오폴트 1세가 다스린 영토는 다뉴브강을 중심으로 바바리아 지방 동쪽 경계와 맞닿아 있었다. 이 지역이 훗날 오스트리아 공국으로 성장한다. 변경백국의 작위 계승자들은 다뉴브강을 따라 영토를 확장했는데, 최종적으로 빈과 그 동쪽 지역에 이르게 된다. 1145년, 하인리히 2세는 가문의 거처를 니더외스터라이히의 클로스터노이부르크에서 빈으로 옮긴다. 이때부터 빈은 바벤베르크가의 주무대가 되었다.
합스부르크가는 1440년부터 빈에 살기 시작했다. 이로 인해 빈은 신성 로마 제국의 실질적인 수도이자 예술, 과학, 음악, 요리의 중심지로 등극한다. 1485년부터 1490년까지 헝가리 왕국의 지배를 받았다.

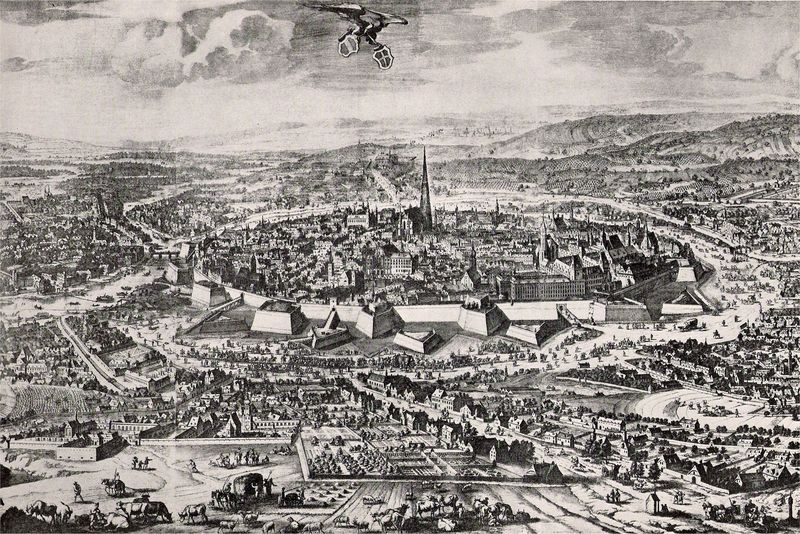
1683년의 빈

16세기부터 17세기까지 빈은 기독교 진영과 오스만 제국의 전쟁터였다. 1529년 빈 공방전과 1683년 빈 전투에서 오스만 제국은 두 번의 패배를 기록한다. 1679년 역병이 창궐해 인구 3분의 1이 사망했다.

### 오스트리아 제국과 근대
나폴레옹 전쟁이 벌어지던 1804년 빈은 새로 등장한 오스트리아 제국의 수도가 되었다. 이후 1814년부터 2년에 걸쳐 빈 회의를 개최하는 등 유럽과 세계 정치에서 영향력을 넓혀나갔다. 한편 1848년 합스부르크 왕조에 불만을 품은 대규모 반란이 일어났으나 진압 당했다. 1867년 오스트리아-헝가리 협정 이후, 빈은 오스트리아-헝가리의 수도로 남게 된다. 이 시기에 하이든, 모차르트, 베토벤 등 고전 음악의 거장이 다수 등장해 빈악파라는 용어가 생겨났다.
19세기 후반 시 정부는 원래 보루와 글라시였던 곳을 순환도로로 재개발하며 현대적 도시의 기반을 다졌다. 이 도로를 링슈트라세라고 부른다. 1918년 제1차 세계 대전 이후 빈은 독일계 오스트리아 공화국의 수도가 되었으며, 1919년 제1공화국에서도 마찬가지였다.
나치 독일에 강제 합병 당하기 전까지 상류층 문화와 모더니즘의 본고장으로 남았다. 브람스, 브루크너, 말러, 리하르트 슈트라우스와 같은 작곡가들을 길러냈다. 이 밖에도 빈 분리파, 정신분석학, 제2빈악파, 모더니즘 건축, 비트겐슈타인을 필두로 한 빈 학파 철학 등 여러 분야에서 서양 문명에 큰 영향을 주었다.
1913년의 빈은 아돌프 히틀러, 레온 트로츠키, 조시프 브로즈 티토, 지그문트 프로이트, 이오시프 스탈린 등이 도시 중심부 몇 킬로미터 반경 안에 동시에 거주하던 곳이었다. 심지어 그 중 일부는 같은 카페에 자주 모습을 보였다. 이 무렵 오스트리아인들은 빈을 사회주의 정치의 중심지로 여기며 붉은 빈이란 별명을 붙였다. 1934년 오스트리아 내전에서, 엥겔베르트 돌푸스 총리는 사회주의 민병대가 점령한 칼 마르크스 호프와 같은 공영 주택을 포격하기 위해 오스트리아 군대를 파견하기도 했다.

### 안슐루스와 2차 대전

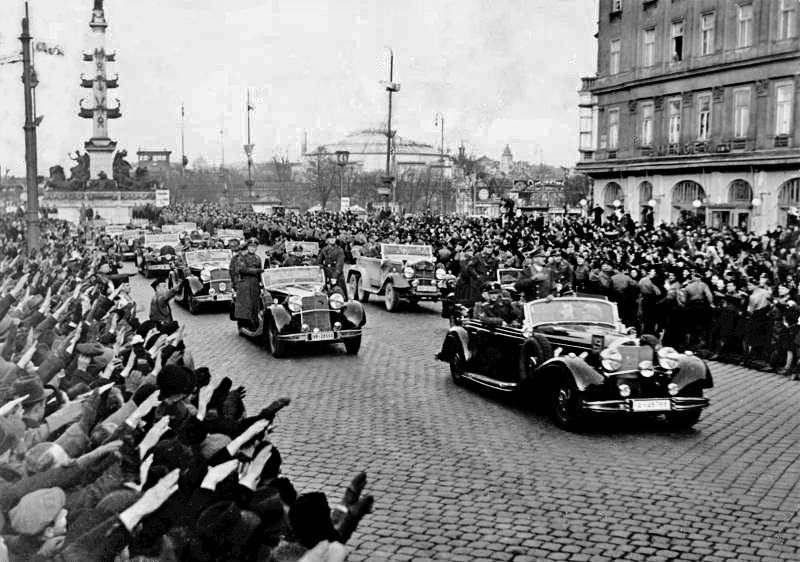
아돌프 히틀러를 맞이하는 시민들

1938년, 대중의 인기를 누리며 빈에 입성한 나치 독일의 아돌프 히틀러는 헬덴 광장의 발코니에서 연설을 했다. 이때부터 나치는 빈에 살던 유대인들을 괴롭히고, 그들의 집을 약탈하며, 외딴 곳으로 내몰거나 처형했다. 1938년 벌어진 강제 병합에 의해 오스트리아는 나치 독일의 일부가 되었고, 빈은 베를린에게 수도의 지위를 내줘야 했다.
한편 전쟁 동안 빈은 하인리히 마이어가 주축이 된 레지스탕스 운동의 진앙지였다. 이들은 비밀리에 추축국의 주요 장비인 V-1, V-2, 티거 전차, 메서슈미트 도면을 입수해 연합국에 넘기기도 했다. 이들 대부분은 나중에 발각되어 게슈타포에게 처형 당하고 만다.

### 분할점령

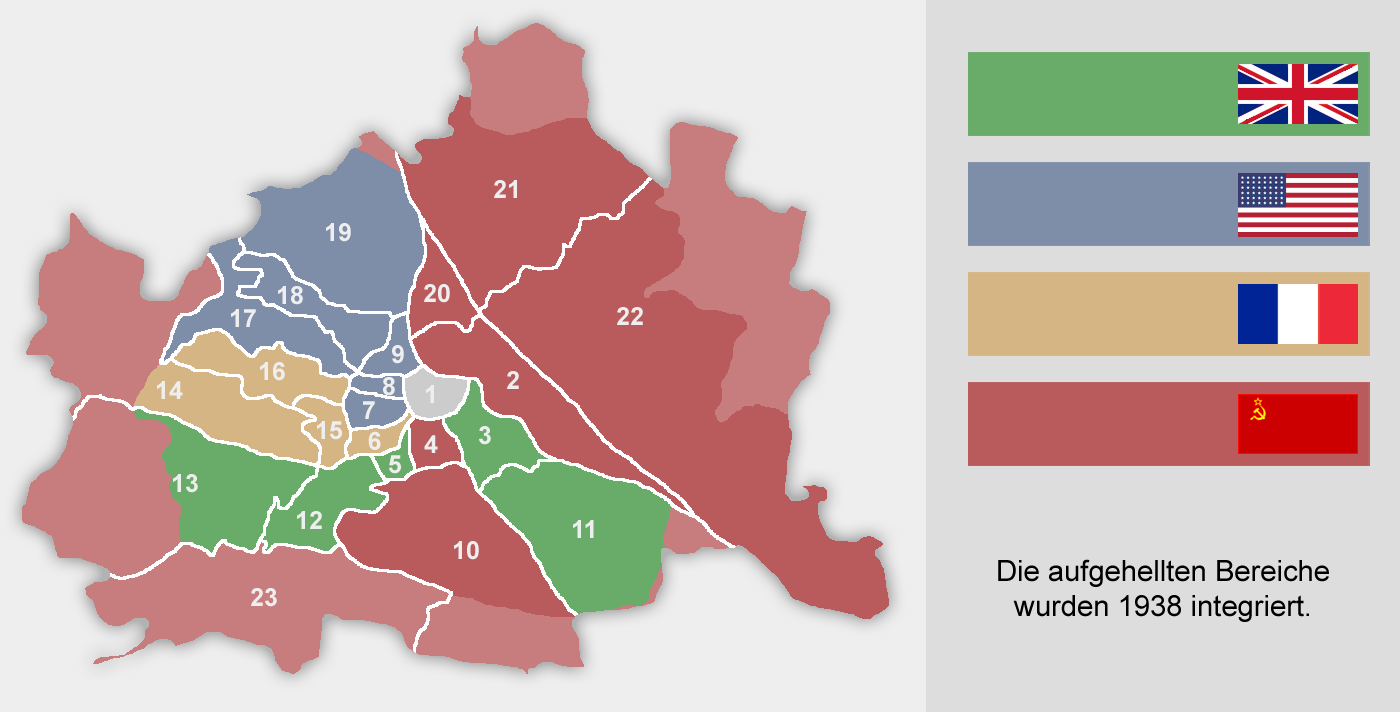
네 조각으로 나뉜 빈

전후 빈은 1945년 9월까지 소련 점령 지역의 일부였다. 베를린과 마찬가지로 미국, 영국, 프랑스, 소련으로 이뤄진 위원회가 빈을 네 구역으로 나눠서 감독했다. 차이점은 도심 지역인 1구를 각 국가가 한 달씩 교대로 통제하는 국제 지대로 설정했다는 것이다. 이 같은 방법은 "지프에 탄 네 명의 군인" 방식으로 유명한데 사실상 네 국가 모두가 매일 서로를 감시하는 구조였다. 1948년 베를린 영공 차단 사태로 인해, 서양은 소련이 빈에서도 같은 행동을 반복할 수 있을 것이라는 우려를 품게 되었다. 영국 하원의원 앤소니 너팅은 "빈은 베를린과 완전히 같은 상황에 놓여 있다. 정부는 이와 유사한 상황에 대비한 계획이 있나?"라며 문제를 제기했다.
넷으로 나뉜 빈은 그레이엄 그린의 1949년 작품 《제3의 사나이》의 배경이 되었다. 이 영화는 소설로 탈바꿈해 출판되었다. 이러한 냉전 시대의 분위기는 필립 커의 1991년 소설 《독일의 레퀴엠》에서도 묘사된 바 있다.

### 오스트리아 국가 조약과 그 이후

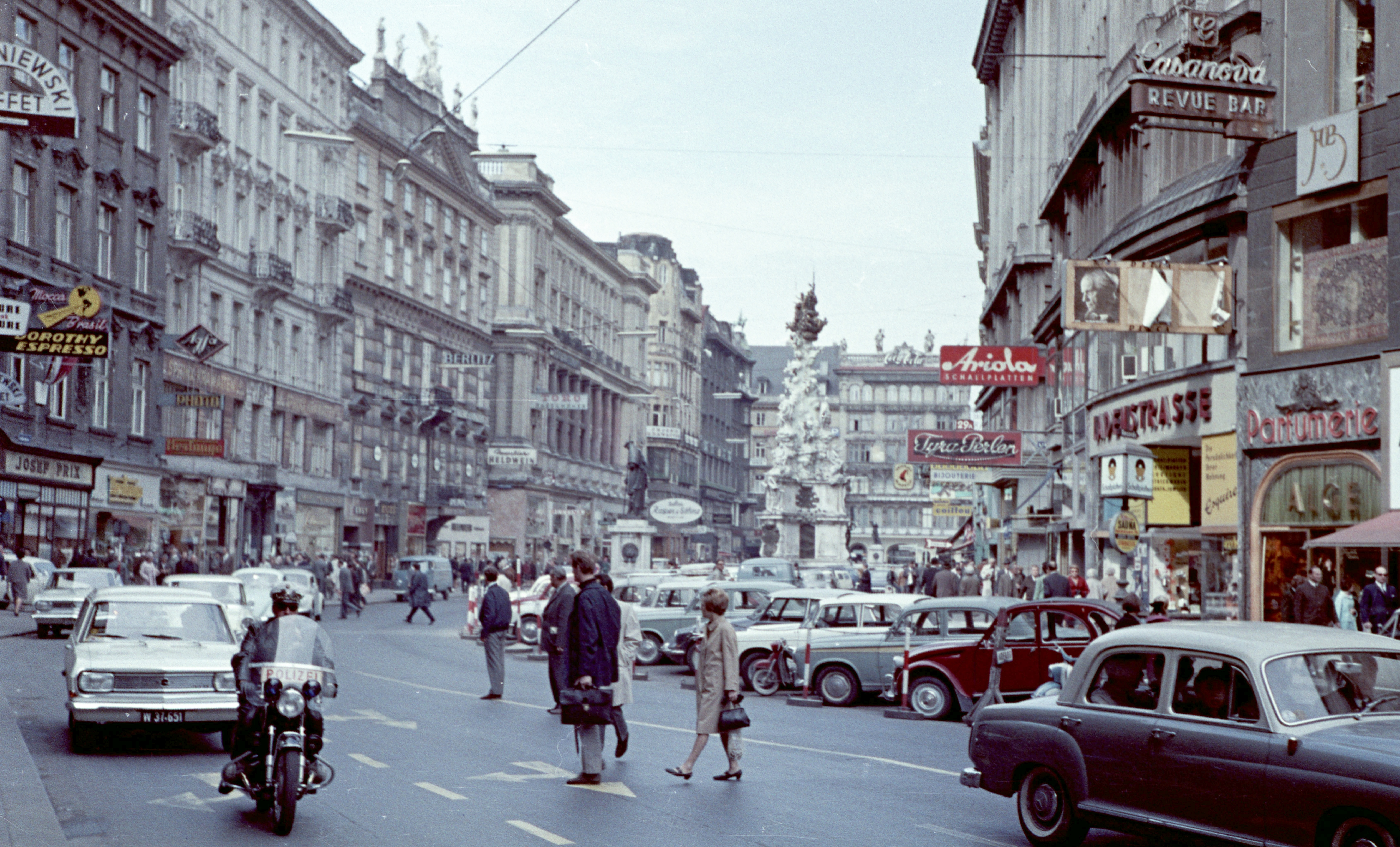
1966년의 빈

1955년 5월 오스트리아 국가 조약이 체결되면서 갈라졌던 빈이 하나가 되었고, 복원 작업을 거친 국립 오페라 극장과 부르크 극장도 운영을 재개했다. 소련은 연합군이 철수한 뒤, 오스트리아가 중립을 선언할 것을 연방 정부로부터 확실히 보장 받기 전까지 오스트리아 국가 조약에 서명하지 않았다. 1955년 10월 말 통과된 이 중립에 관한 법은 현대 오스트리아가 북대서양 조약 기구나 소련 진영 중 어느 쪽에도 속하지 않을 것을 담보하며, 1995년 오스트리아가 EU에 가입을 망설인 이유 중 하나로 여겨진다.
1970년대, 오스트리아 총리 브루노 크라이스키는 국제 기구들을 위한 업무 단지인 빈 국제 센터를 개관했다. 빈은 유엔 (유엔 산업 개발 기구, 유엔 빈 사무국, 마약 범죄 사무소), 유엔 포괄적 핵실험 금지 조약 기구, IAEA, OPEC, OSCE와 같은 단체의 사무국을 유치하며 이전의 외교적 영향력을 되찾았다.

## 주민
1867년부터 1918년까지 빈은 오헝제국의 수도였다. 이때 산업화와 대규모 이주로 인한 급격한 인구 증가가 발생했다. 1910년 빈의 주민은 2백만 명이 넘었는데, 이는 당시 런던과 파리에 이어 유럽에서 세 번째로 많은 인구였다. 20세기 초 빈은 체코 수도 프라하를 제외하면 전세계에서 체코인이 가장 많이 거주하는 도시이기도 했다. 1차 세계대전이 끝난 뒤, 많은 체코인들과 헝가리인들이 본국으로 돌아가면서 빈의 인구는 감소하게 된다. 또한 2차 세계대전 이후 소련이 유럽 각지에 퍼진 동유럽 이민자, 특히 체코, 슬로바키아, 헝가리 출신 주요 인력을 고향으로 돌려보내 공산주의 진영의 경제 발전을 꾀하면서 인구 감소가 가속화되었다. 이러한 경향은 2000년 인구 조사에서 가파른 성장을 보일 때까지 지속되었다. 2020년 빈의 인구는 1916년 보고된 인구 정점을 한참 밑돈다.
뿐만 아니라 빈은 유대인의 보금자리였다. 1930년대 초, 오스트리아 유대인 중 17만 8,000명에 이르는 많은 인구가 빈에 거주했다. 하지만 나치 독일의 오스트리아 합병 이후 65,000명에 달하는 유대인이 추방 당하거나 강제 수용소로 보내져 죽음을 맞이했다. 총 13만 명의 유대인이 원래 살던 곳을 떠난 것으로 추산된다.
2012년 오스트리아 통계청의 공식 보고서에 따르면, 빈 인구의 38.8퍼센트인 66만명 이상이 이민자 조상을 둔 것으로 나타났으며 유고슬라비아, 튀르키예, 독일, 폴란드, 루마니아, 헝가리 출신이 주를 이뤘다.
2005년부터 2015년까지 빈의 인구는 10.1퍼센트 성장했다. 유엔 인간 주거 계획은 빈을 17개의 유럽 대도시 가운데 2025년까지 가장 빠르게 성장할 수 있는 도시로 지목했다.

### 종교
2001년 인구조사 결과, 주민의 49.2%가 천주교이었으며, 무신론자가 25.7%, 무슬림가 7.8%, 동방정교도가 6.0%, 개신교 신자는 4.7% (대부분 루터교), 유대교도 0.5%였고, 기타 종교나 답변하지 않은 사람들이 6.3%였다. 그러나 2011년 국제응용시스템분석연구소(IIASA)의 보고서에서 따르면 천주교 41.3%, 무신론자 31.6%, 이슬람교도 11.6%, 동방정교도 8.4%, 개신교 신자 4.2%, 그리고 기타 종교가 2.9%였다.
각 종교 단체가 시 정부에 직접 신고한 회원 정보를 토대로 작성된 2018년 빈 통계 연감에 따르면 약 610,269명 (인구의 32.3%)이 천주교이며, 195,000명 (10.3%)이 이슬람교, 70,298명 (3.7%)이 동방정교, 57,502명 (3.0%)이 기타 개신교, 9,504명 (0.5%)이 다른 종교였다. 빈 인구통계 연구소에서 실시한 2018년 연구에서는 천주교 34%, 무신론자가 30%, 이슬람교도가 15%, 동방정교도가 10%, 개신교 신자는 4%, 기타 종교가 6%였다.
2014년 봄 기준으로 빈의 학생 인구 가운데 30%는 무슬림이다.
빈은 천주교 대주교구의 본부가 있으며, 오스트리아 비잔틴 전례 천주교 집행부도 이 구역에 속한다. 현재 대주교는 크리스토프 쇤본 추기경이다. 중심가의 많은 천주교 교회에서는 고전 음악이나 오르간 연주와 함께 열리는 미사를 비롯한 많은 공연이 열린다. 성스테판 대성당(Stephansdom), 카를 교회(Karlskirche), 페터 교회(Peterskirche)와 보티프 교회(Votivkirche) 등 역사적인 건물 중 다수가 천주교 교회이다. 다뉴브강 둔치에는 일본산 묘법사의 승려들이 지은 불교평화탑이 있다.

## 지리

센티넬-2A가 촬영한 빈의 위성사진

오스트리아 북동부에 위치한 빈은 알프스 동쪽 끝자락인 빈 분지 위에 지어졌다. 오늘날 빈 도심에 해당하는 가장 오래된 정착지는 도나우강의 남쪽 둔치를 따라 형성되었으며 나중에 강 반대편으로 확장되었다. 해발고도는 최저 151미터에서 최고 542미터다. 면적은 414.65 제곱킬로미터에 달해 오스트리아에서 가장 넓은 도시다.

### 기후
쾨펜의 기후 구분에 따르면 빈의 기후는 서안 해양성 기후로, 선선한 여름과 비교적 따뜻한 겨울이 특징이다. 강수량은 7월과 8월에 집중되어 있으며 각각 66.6mm와 66.5mm 수준의 비가 내린다. 6월부터 9월까지의 평균 최고 기온은 약 21°C에서 27°C(70°F에서 81°F) 사이이며, 최고 기온 기록은 38°C(100°F)를 넘어가고, 9월의 최저 기온은 5.6°C(42°F)이다. 겨울 평균 기온은 0°C를 조금 넘는다. 봄은 일교차가 심하고 가을은 서늘하며, 11월에는 눈이 내릴 가능성이 높다. 강수량은 일반적으로 연간 약 550mm(21.7인치)로, 지역별로 상당한 차이가 있다. 서쪽 비엔나 숲 지역은 연간 700mm에서 800mm(28인치에서 31인치)로 가장 습기가 많은 지역이며, 동쪽의 평평한 평야는 연간 500mm에서 550mm(20인치에서 22인치)로 가장 건조한 지역이다. 겨울에는 눈이 자주 오지는 않지만, 오스트리아의 서부 및 남부 지역과 비교하면 많은 편이다.
| 빈 (인네레슈타트)의 기후                                                             | 빈 (인네레슈타트)의 기후 | 빈 (인네레슈타트)의 기후 | 빈 (인네레슈타트)의 기후 | 빈 (인네레슈타트)의 기후 | 빈 (인네레슈타트)의 기후 | 빈 (인네레슈타트)의 기후 | 빈 (인네레슈타트)의 기후 | 빈 (인네레슈타트)의 기후 | 빈 (인네레슈타트)의 기후 | 빈 (인네레슈타트)의 기후 | 빈 (인네레슈타트)의 기후 | 빈 (인네레슈타트)의 기후 | 빈 (인네레슈타트)의 기후 |
| 월                                                                                   | 1월                      | 2월                      | 3월                      | 4월                      | 5월                      | 6월                      | 7월                      | 8월                      | 9월                      | 10월                     | 11월                     | 12월                     | 연간                     |
| ------------------------------------------------------------------------------------ | ------------------------ | ------------------------ | ------------------------ | ------------------------ | ------------------------ | ------------------------ | ------------------------ | ------------------------ | ------------------------ | ------------------------ | ------------------------ | ------------------------ | ------------------------ |
| 역대 최고 기온 °C (°F)                                                               | 19.5 (67.1)              | 20.0 (68.0)              | 25.4 (77.7)              | 31.2 (88.2)              | 34.1 (93.4)              | 37.7 (99.9)              | 38.4 (101.1)             | 39.5 (103.1)             | 34.5 (94.1)              | 28.5 (83.3)              | 21.3 (70.3)              | 16.4 (61.5)              | 39.5 (103.1)             |
| 일평균 최고 기온 °C (°F)                                                             | 4.2 (39.6)               | 7.0 (44.6)               | 11.0 (51.8)              | 17.4 (63.3)              | 21.1 (70.0)              | 25.7 (78.3)              | 26.9 (80.4)              | 26.6 (79.9)              | 21.6 (70.9)              | 15.0 (59.0)              | 9.5 (49.1)               | 4.7 (40.5)               | 15.9 (60.6)              |
| 일일 평균 기온 °C (°F)                                                               | 2.1 (35.8)               | 3.8 (38.8)               | 7.7 (45.9)               | 13.0 (55.4)              | 17.3 (63.1)              | 21.0 (69.8)              | 23.0 (73.4)              | 22.8 (73.0)              | 17.7 (63.9)              | 12.3 (54.1)              | 7.2 (45.0)               | 2.8 (37.0)               | 12.6 (54.7)              |
| 일평균 최저 기온 °C (°F)                                                             | −0.1 (31.8)              | 1.1 (34.0)               | 4.0 (39.2)               | 8.6 (47.5)               | 12.3 (54.1)              | 16.4 (61.5)              | 17.7 (63.9)              | 17.5 (63.5)              | 13.8 (56.8)              | 8.9 (48.0)               | 5.0 (41.0)               | 0.7 (33.3)               | 8.8 (47.8)               |
| 역대 최저 기온 °C (°F)                                                               | −17.6 (0.3)              | −16.4 (2.5)              | −11.0 (12.2)             | −2.4 (27.7)              | 3.0 (37.4)               | 6.8 (44.2)               | 10.9 (51.6)              | 10.1 (50.2)              | 5.1 (41.2)               | −2.1 (28.2)              | −7.0 (19.4)              | −15.4 (4.3)              | −17.6 (0.3)              |
| 평균 강수량 mm (인치)                                                                | 37.6 (1.48)              | 33.5 (1.32)              | 46.3 (1.82)              | 39.6 (1.56)              | 78.3 (3.08)              | 82.0 (3.23)              | 80.3 (3.16)              | 73.8 (2.91)              | 67.3 (2.65)              | 47.7 (1.88)              | 42.9 (1.69)              | 39.9 (1.57)              | 669.2 (26.35)            |
| 평균 강수일수 (≥ 1.0 mm)                                                             | 7.5                      | 6.3                      | 7.7                      | 6.4                      | 9.3                      | 9.0                      | 8.9                      | 8.0                      | 7.2                      | 7.0                      | 6.9                      | 7.7                      | 91.9                     |
| 평균 상대 습도 (%) (14:00)                                                           | 75.0                     | 67.6                     | 62.1                     | 53.9                     | 54.3                     | 56.9                     | 54.4                     | 54.4                     | 61.0                     | 64.9                     | 74.9                     | 78.4                     | 63.2                     |
| 평균 월간 일조시간                                                                   | 70.4                     | 103.7                    | 154.9                    | 216.6                    | 248.5                    | 259.1                    | 273.3                    | 266.3                    | 194.0                    | 133.3                    | 70.7                     | 57.1                     | 2,047.9                  |
| 가능 일조율                                                                          | 26.7                     | 37.1                     | 42.8                     | 53.8                     | 53.9                     | 55.2                     | 57.9                     | 61.7                     | 52.6                     | 40.9                     | 26.4                     | 23.0                     | 44.3                     |
| 출처: 오스트리아 중앙기상지구역학연구소 (평년값: 1991년~2020년, 극값: 1961년~2020년) |                          |                          |                          |                          |                          |                          |                          |                          |                          |                          |                          |                          |                          |

## 행정 구역

빈의 23개 구를 표시한 지도

빈은 23개 구(Bezirke)로 이뤄져 있다. 빈 행정 구역 사무소는 다른 오스트리아 주의 사무소와 비슷한 역할을 맡고 있으며, 경찰을 제외한 공무원들은 빈 시장 아래서 일한다. 경찰은 연방 정부가 관리한다.
각 구의 주민들은 오스트리아 국적 혹은 EU 영주권을 가졌다면 구 의회(Bezirksvertretung) 의원을 선출할 권한이 있다. 공공시설을 위한 운영 예산은 시청에서 분배하지만 우선 순위를 정해 예산을 사용하는 일은 각 구의 독립적인 권한이다. 하지만 구에서 이뤄진 모든 결정은 시 의회(Gemeinderat) 혹은 담당 시 의원이 뒤바꿀 수 있다.

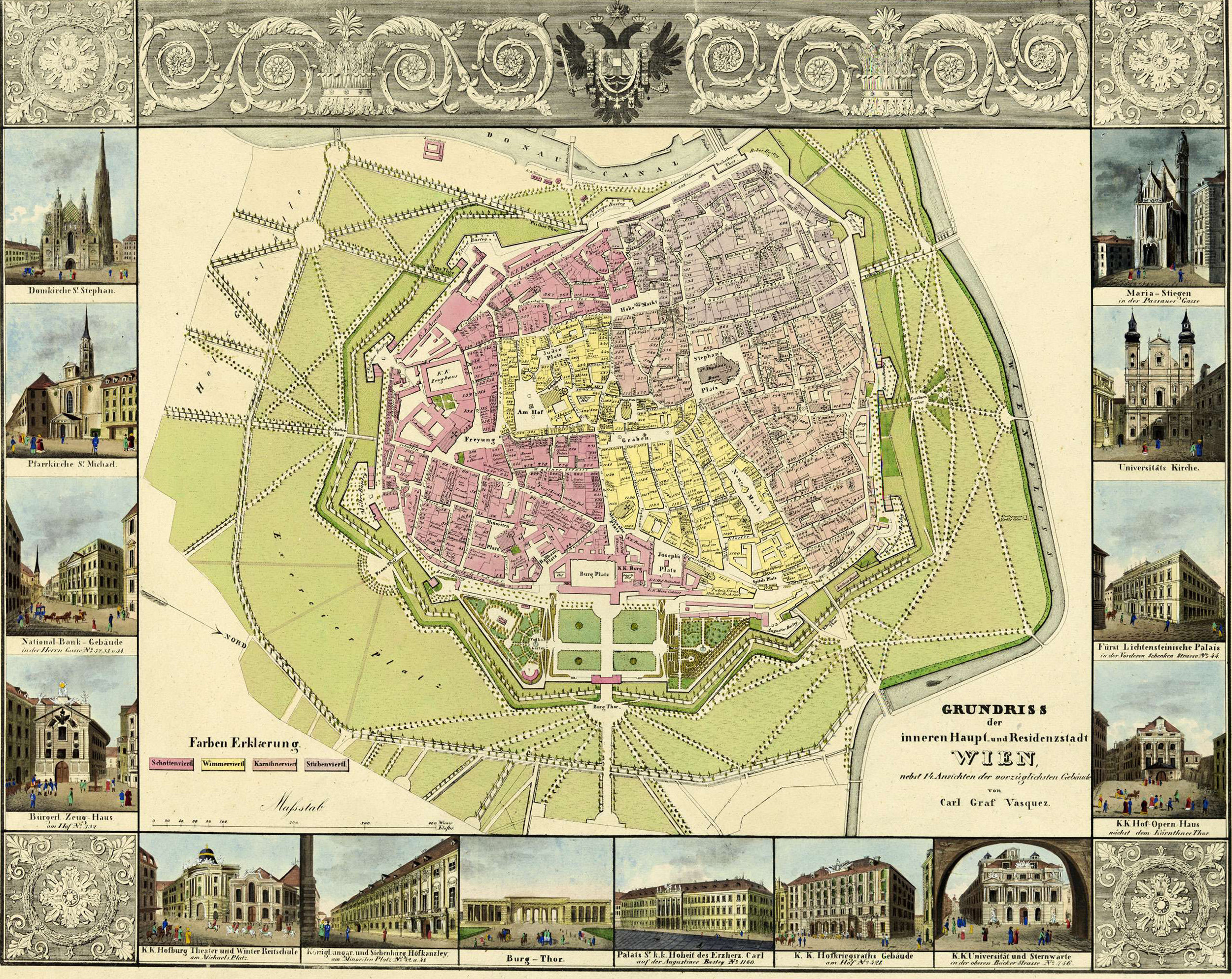
1830년의 인네레슈타트

오늘날 인네레슈타트의 대부분을 차지하는 도시 중심부는 들판으로 둘러싸인 요새였다. 1850년 포어슈테테(Vorstädte)라고 불린 34곳의 인접한 마을이 황제의 명령으로 빈에 흡수된다. 현재 빈의 2구~9구 지역이다. 1857년 자연스럽게 성벽이 철거되면서 도심이 확장될 수 있는 공간이 만들어졌다. 새로 생긴 공간에 링슈트라세라고 이름 붙인 넓은 거리가 조성되었다. 20세기 초 여러 건축물, 기념비, 공원이 링슈트라세를 따라 지어졌다. 라트하우스, 부르크 극장, 빈 대학교, 의회의사당, 자연사박물관과 미술관, 국립 오페라 극장 등이 들어선 것이다. 또한 호프부르크의 새로운 측동, 제국 황궁, 1913년 완공된 제국 국방부 건물도 있었다. 도시 중앙의 슈테판 광장에는 대체로 고딕 양식을 따른 슈테판 대성당이 있다. 황실은 공사비를 마련하기 위해 도시 재건 기금을 설립하고 상당량의 부지를 개인 투자자들에게 매각했다.

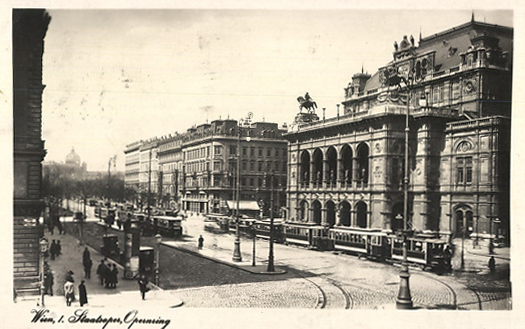
링슈트라세의 사진이 인쇄된 엽서

1850년부터 1890년까지, 리닌발(Linienwall)이라는 또 다른 성벽이 남서쪽의 도시 경계로 간주되었다. 이곳을 통과하려면 통행료인 리닌겔트(Liniengeld)를 내야 했다. 1873년 경, 성벽 바깥을 둘러싼 순환도로인 귀르텔(Gürtel)이 건설되었다. 1890년, 포어오르테라 불린 33곳의 교외 지역을 빈과 통합시킨다는 결정이 내려졌다. 1892년 1월 1일부터 빈의 일부가 된 이 지역은 지금의 11~19구다. 리닌발은 1894년 초 철거되었다. 20구인 브리기테나우는 1900년 2구에서 분리된 지역이다.
1850년부터 1904년까지 빈의 확장은 도나우강의 오른쪽 기슭에서만 일어났다. 1904년 강 왼편의 플로리드스도르프, 카그란, 슈타드라우, 히르쉬슈테텐, 아스페른을 통합한 21구가 생겨났고, 이어서 1910년 슈트레베르스도르프가 통합되었다. 1938년 10월 15일, 나치 오스트리아 정부는 26개 구와 96개 마을을 합쳐 대빈(Great Vienna)을 만들었다. 이때 통합된 마을 가운데 80곳은 1954년 니더외스터라이히주로 되돌려졌다. 이렇게 형성된 23개 구로 이루어진 도시가 지금의 빈이다.

## 문화

### 음악, 연극과 오페라
볼프강 아마데우스 모차르트. 요제프 하이든, 루트비히 판 베토벤, 프란츠 슈베르트, 요하네스 브람스, 구스타프 말러, 아르놀트 쇤베르크 등이 빈에서 활동했다.
빈의 예술과 문화는 연극, 오페라, 고전 음악과 순수 미술 분야를 아우르는 긴 역사를 가지고 있다. 부르크 극장은 함께 운영되는 아카데미 극장과 더불어 독일어권 최고의 공연장 중 하나로 여겨진다. 폴크스 극장과 요제프슈타트 극장도 명성을 누리고 있다. 작은 극장도 많이 존재하며, 이들 대부분은 현대적이고 실험적인 연극이나 카바레와 같은 덜 대중적인 공연 예술을 위한 장소다.
또한 다수의 오페라 극장이 자리 잡고 있는데, 테아터 안 데어 빈, 빈 국립 오페라 극장, 폴크스 오퍼 등이 대표적이다. 후자는 전형적인 빈 오페레타를 내걸곤 한다. 빈 필하모니 관현악단의 보금자리인 빈 음악협회는 매년 개최하는 신년 연주회로 유명하고, 빈 콘체르트하우스는 빈 교향악단의 공연을 선보인다. 대부분의 공연장이 관광객을 대상으로 한 연주회를 열며, 모차르트, 요한 슈트라우스 1세와 2세의 음악이 인기 있는 주제다.
비너리트는 빈에서 유래한 독창적인 가곡이다. 지금까지 약 70,000곡에 달하는 비너리트가 발표되었다.
유로비전 송 콘테스트 2014의 우승자는 오스트리아의 콘치타 부르스트였는데, 우승한 나라가 이듬해 대회를 개최하는 전통에 따라 2015년 대회는 빈에서 열렸다. 이때 오스트리아는 무득점을 기록한 첫 개최국이라는 불명예를 안았다.

### 건축

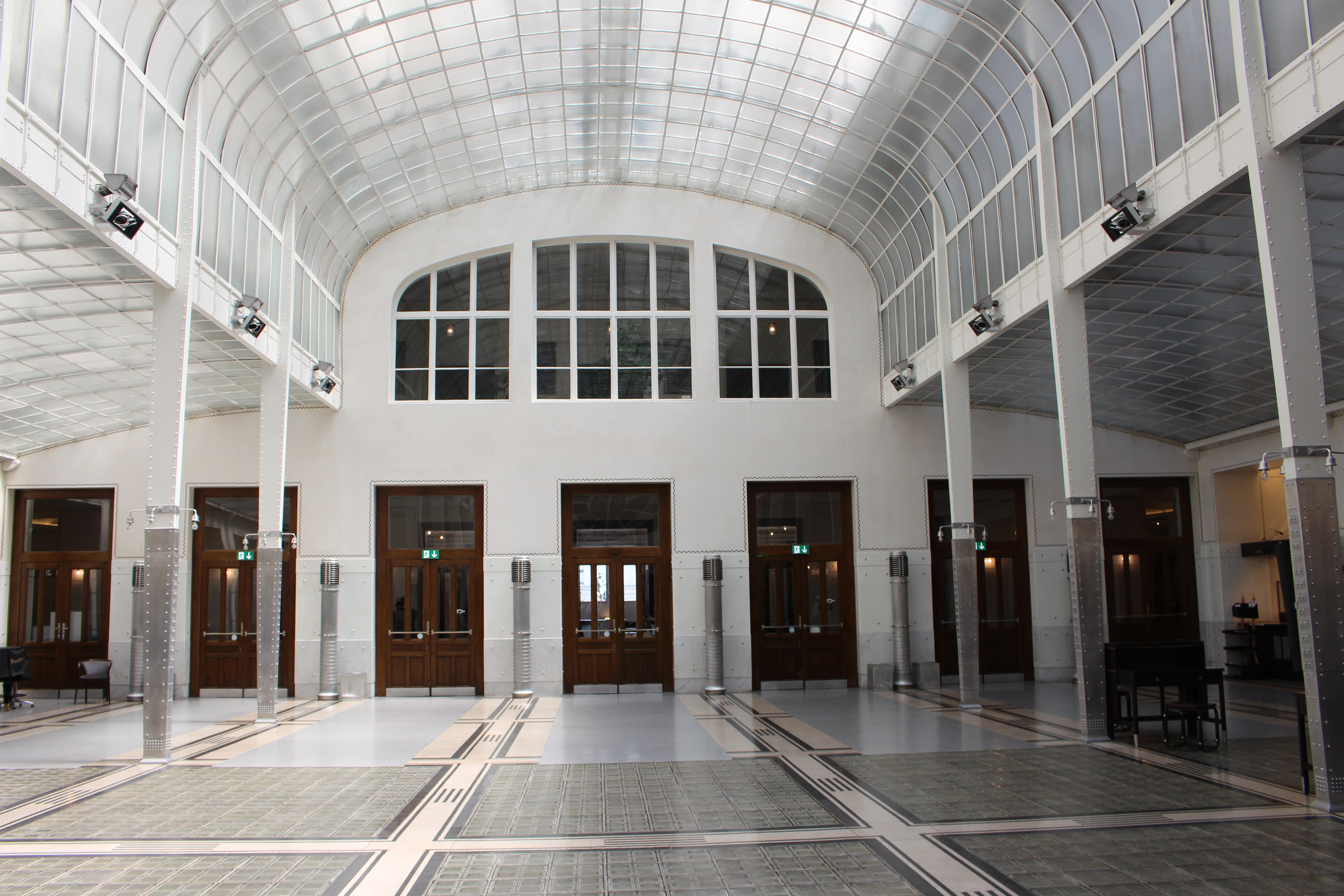
우체국 저축은행

빈에는 다양한 건축 양식이 존재한다. 잘 알려진 예시는 로마네스크 양식으로 지어진 성 루퍼트 교회와 바로크 양식으로 지어진 카를 성당이다. 빈의 건축 양식은 고전주의부터 모더니즘까지 다양한데, 비교적 최근 등장한 아르 누보가 도시에 많은 영향을 끼쳤다. 빈 분리파 전시관, 카를플라츠 슈타트판 역사, 오토 바그너가 설계한 슈타인호프 교회는 아르 누보 건축을 정의하는 작품으로 손꼽힌다. 슬로베니아 출신으로 오토 바그너의 학생이었던 요제 플레치니크도 빈에 커다란 흔적을 남겼다.
1990년대 도시 외곽이라고 할 수 있는 다뉴브강 북쪽의 도나우슈타트와 도시 남부 비너베르크에서 대규모 개발 프로젝트가 시작되었다. 220미터 높이의 DC 타워 1은 다뉴브 강 인근에 건설되었고 2013년 완공되었다. 아직까지 빈에서 가장 높은 건물이다. 빈은 다른 대도시와 견주어 건물 대다수가 비교적 낮은 높이로 건설되었는데 2006년 초 조사에 따르면 40미터 이상의 건물은 100채에 불과했다. 녹지를 확보하고 세계 문화 유산 구역을 보전하려는 노력의 일환으로 강력한 규제가 이뤄지고 있다. 따라서 도시 중심부에 고층 건물이 거의 없다.

#### 빈 모더니즘
아르 누보 운동, 이른바 유겐트 스틸과 경쟁한 모더니즘은 화려한 장식을 거부하고 직선과 기능을 강조했다. 빈 모더니즘을 이끈 인물로는 "장식은 죄악"이라 선언한 아돌프 로스가 있다. 한편, 로스는 전통을 철저히 배격하는 독일 공작연맹에 반대했다. 로스하우스, 아메리칸 바, 슈타이너 주택 등이 빈에 남아있는 로스의 대표작이다.

#### 훈데르트바서
프리덴스라이히 훈데르트바서가 설계한 훈데르트바서하우스는 빈의 상징과도 같은 모더니즘 건축의 말끔한 인상과 정반대의 모습을 띈다. 환경주의자였던 훈데르트바서는 앞서 활동한 오스트리아 건축가들과 달리 자연을 참조한 곡선을 선호했다. 이곳의 계약서는 특이하게도 세입자가 자신의 창문을 장식할 수 있다는 점을 명시하고 있다. 오늘날 빈에서 가장 인기있는 관광지 중 하나다. 비슷한 곳으로 조각가 프리츠 보트루바가 지은 보트루바 성당이 있다.

## 스포츠

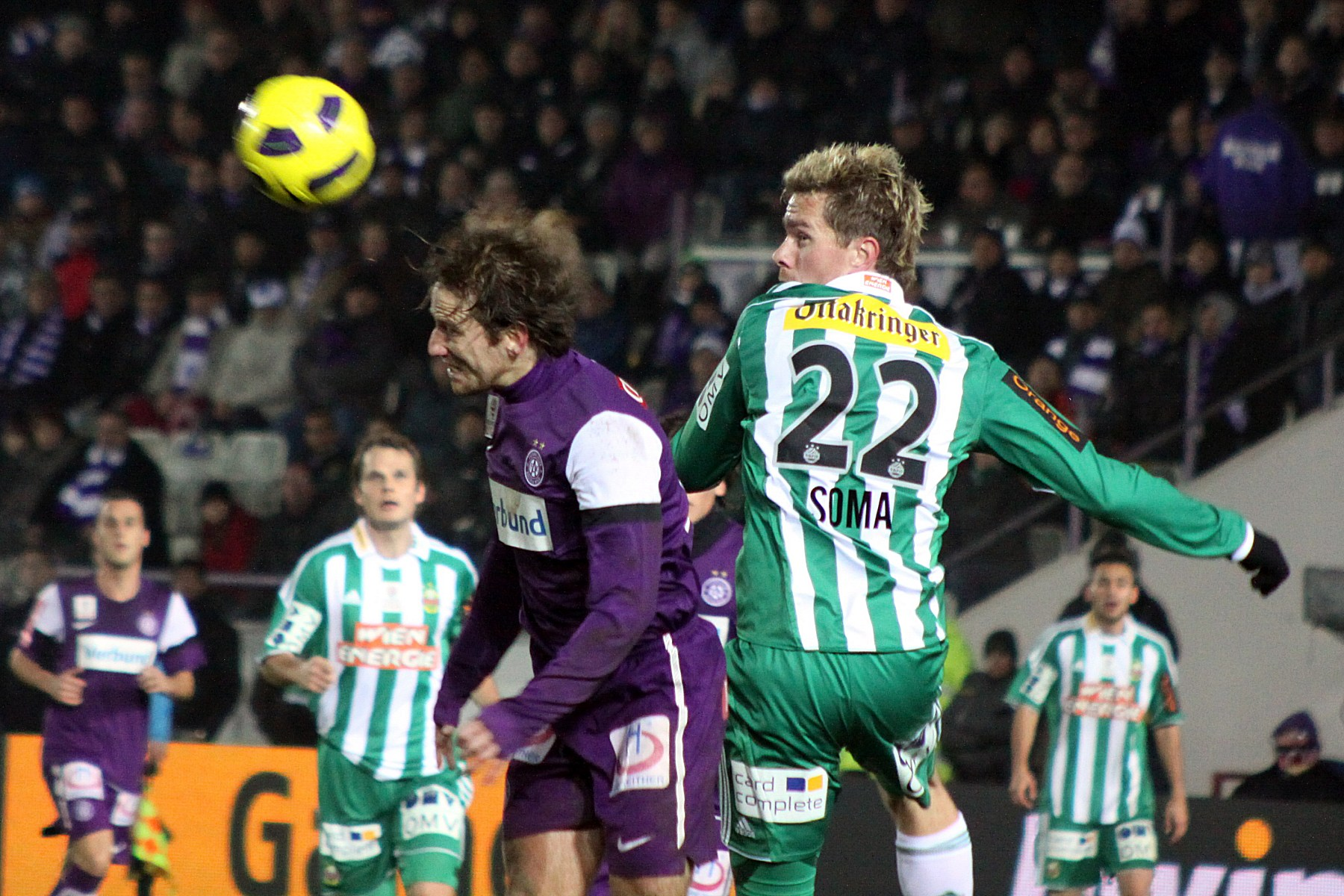
공중에서 경합하는 아우스트리아와 라피트의 선수들

많은 축구 구단이 빈을 연고지로 삼고 있다. 가장 잘 알려진 지역 구단은 FK 아우스트리아 빈과 SK 라피트 빈이며, 가장 오래된 구단은 1894년 창단된 퍼스트 비엔나 FC이다. 아우스트리아와 라피트 간의 라이벌 의식은 매우 치열해서 두 팀이 맞붙는 비너 더비(Wiener Derby)가 열리는 날이면 여러 건의 기물 파손과 폭력 행위가 보고되곤 한다.
빈은 여러 국제적인 스포츠 행사를 개최해왔다. 비엔나 도심 마라톤이 대표적이다. 해마다 5월이 되면 10,000명이 넘는 참가자가 모여든다. 또한 오스트리아에서 개최된 2005년 아이스하키 월드컵의 결승전 경기는 빈에서 열렸다. 빈에 위치한 에른스트 하펠 슈타디온은 1964년, 1987년, 1990년, 1995년 네 번의 UEFA 챔피언스리그 결승 경기가 열린 곳이다. 스페인이 독일을 상대로 승리한 UEFA 유로 2008 결승전 경기도 이곳에서 열렸다. 비너 슈타트할레는 1974년부터 테니스 대회인 비엔나 오픈을 개최하고 있다.

## 관광지

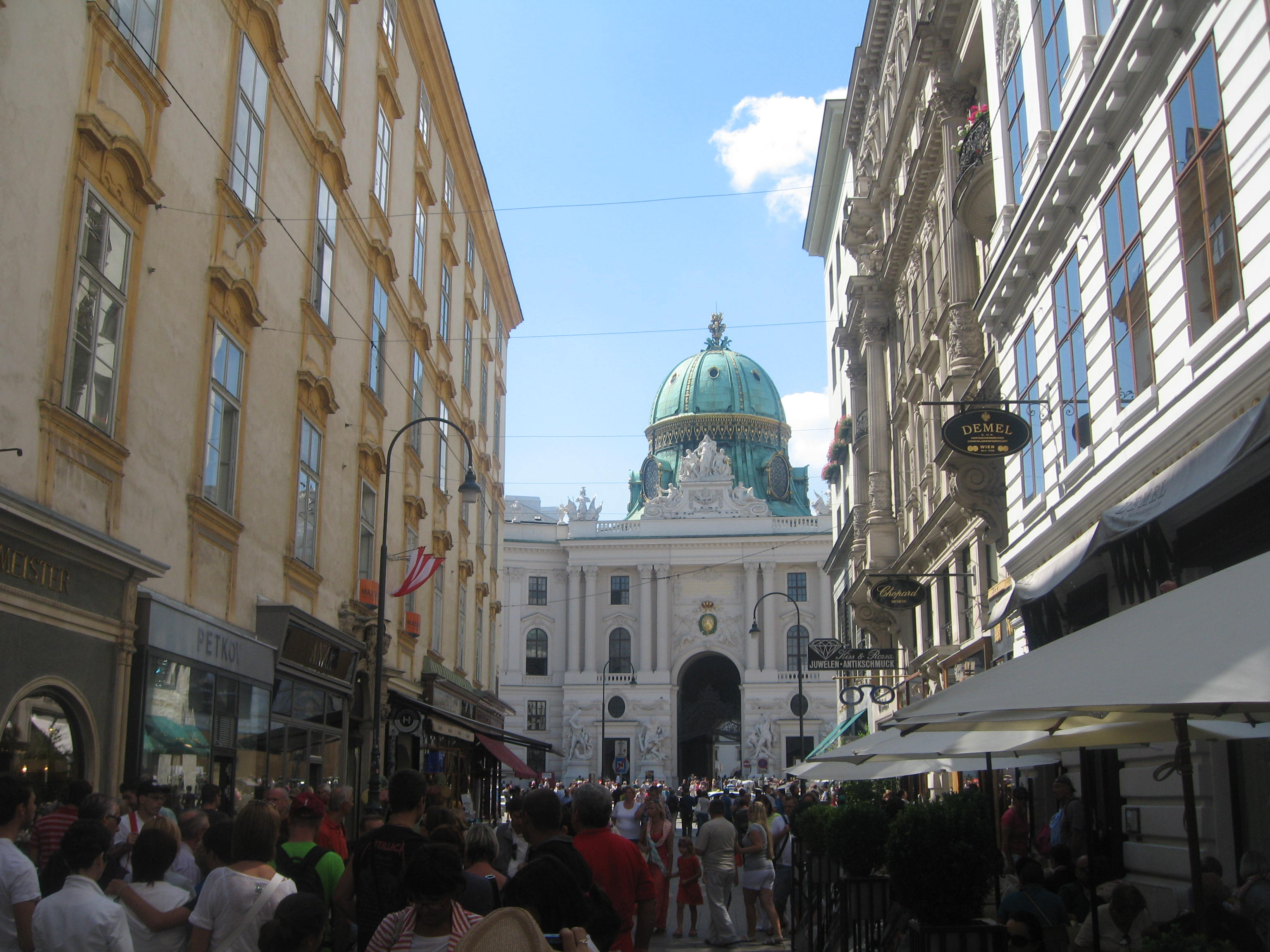
호프부르크 왕궁
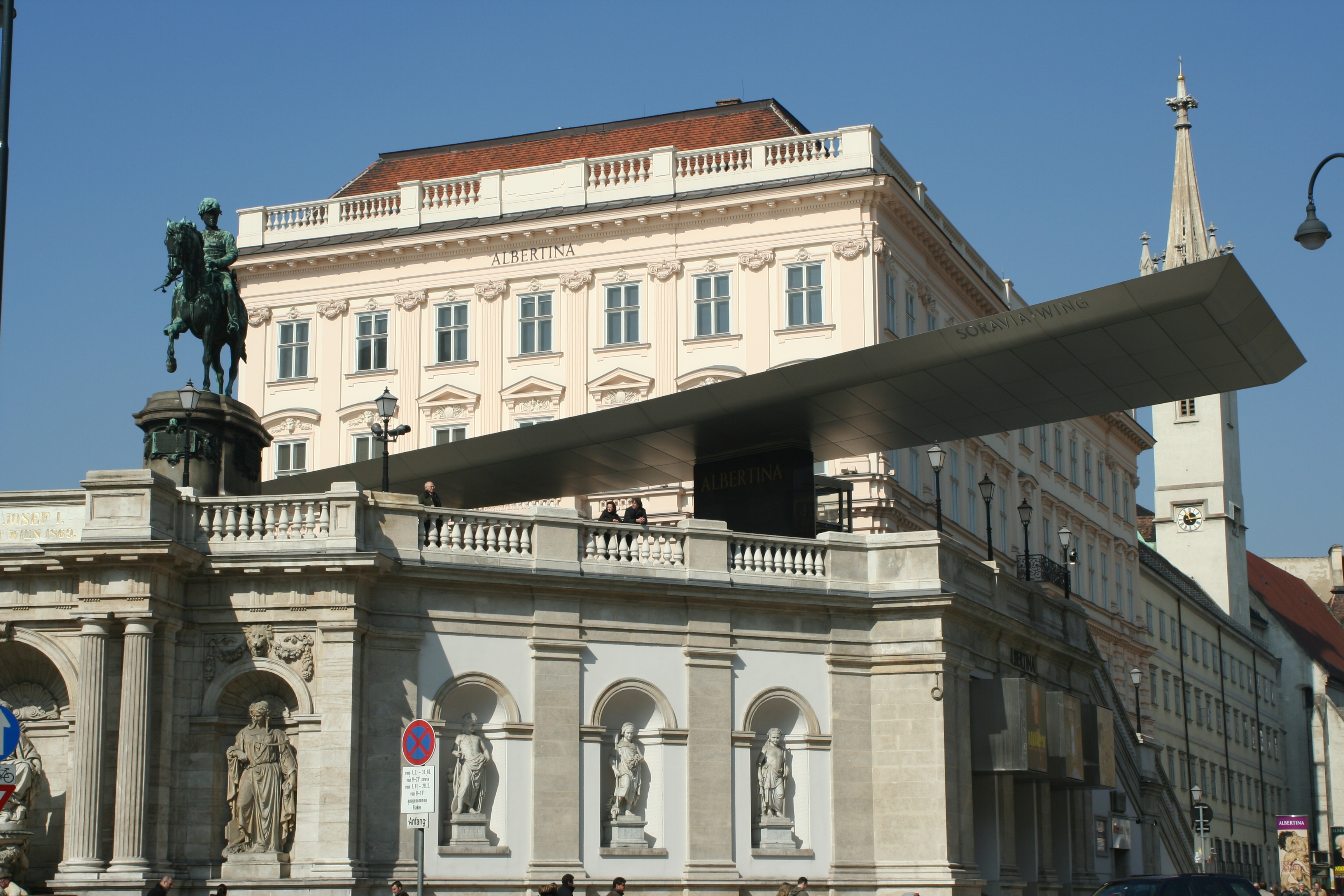
알베르티나
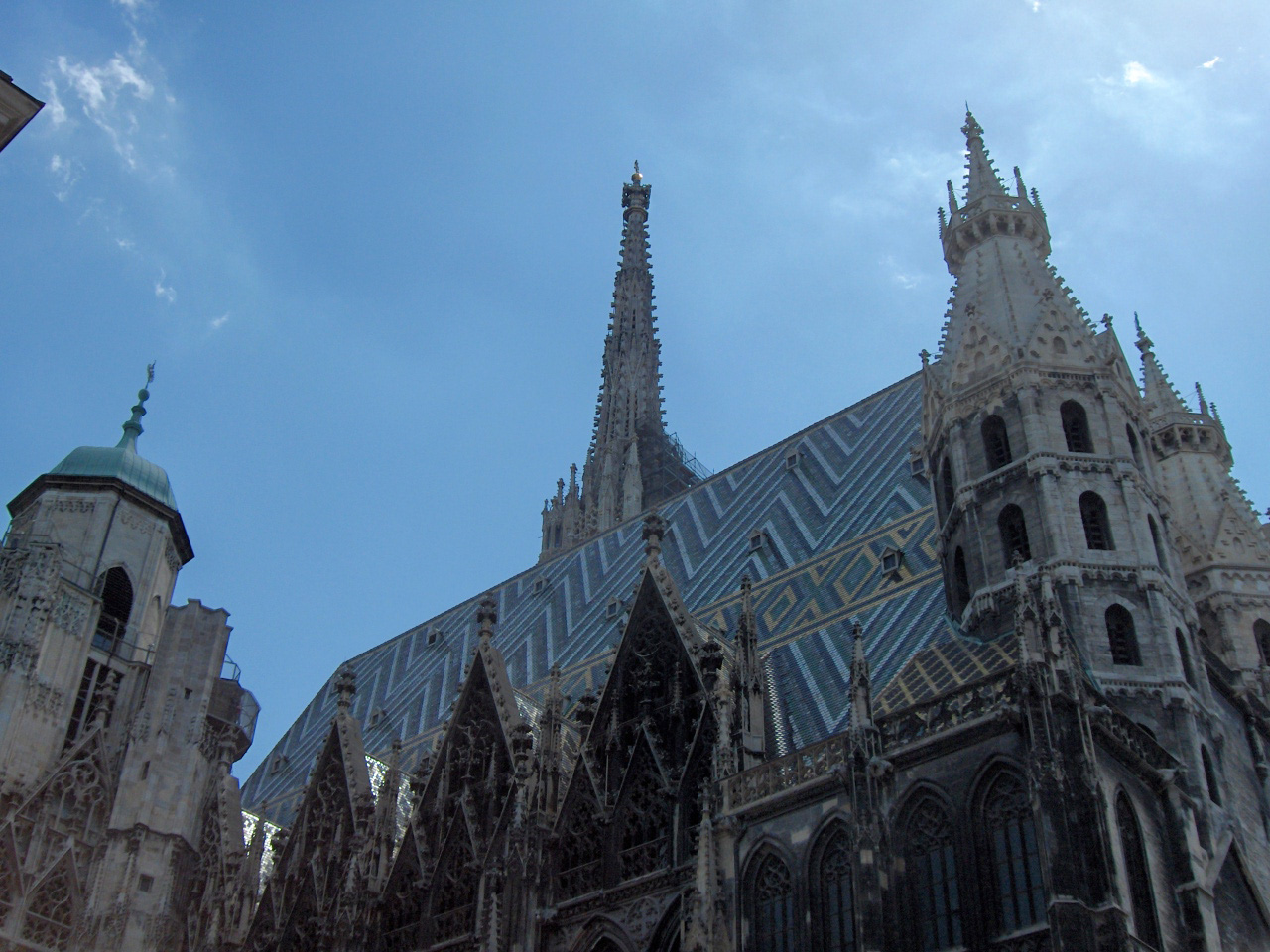
슈테판 대성당
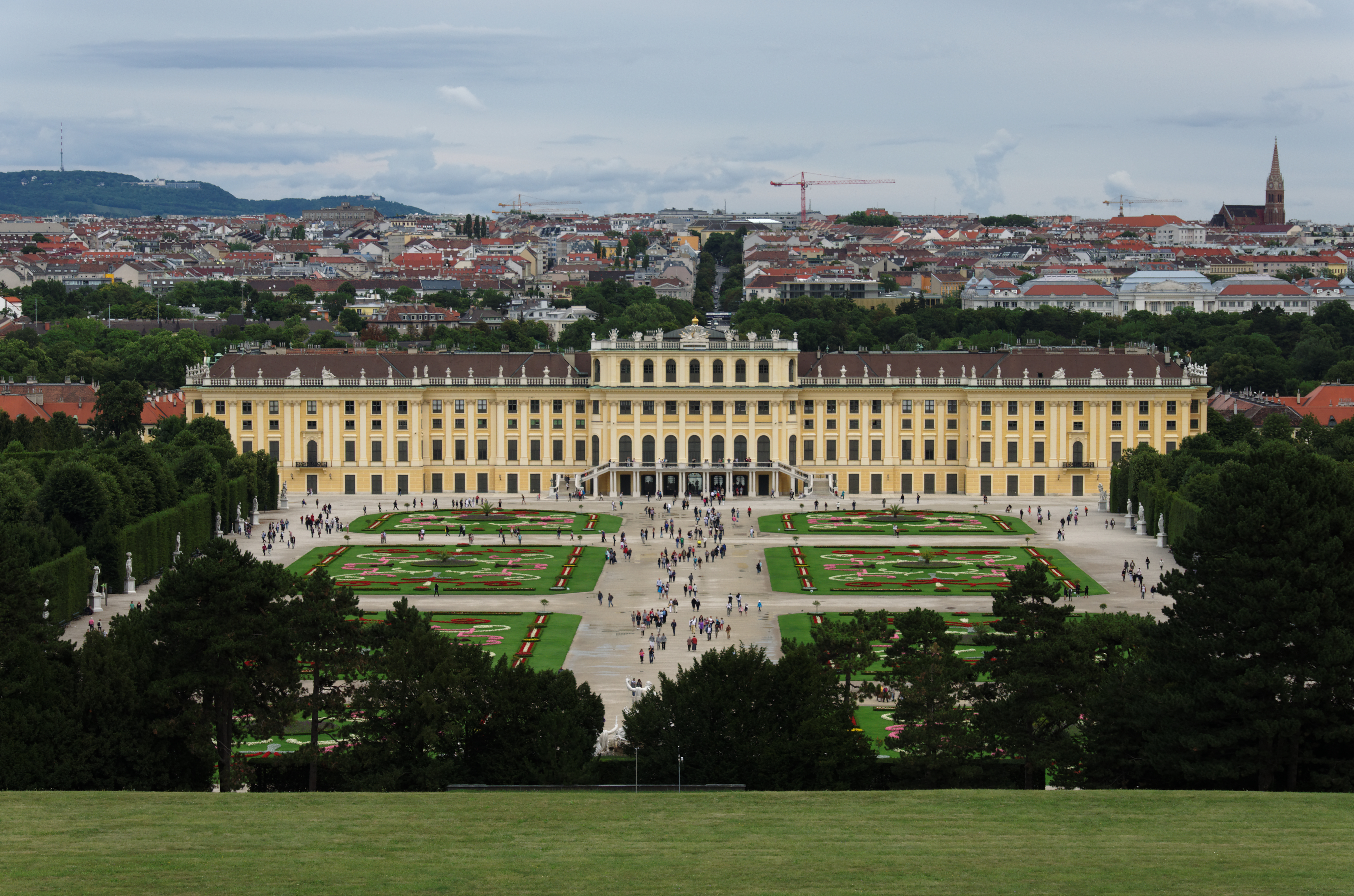
쇤브룬 궁전
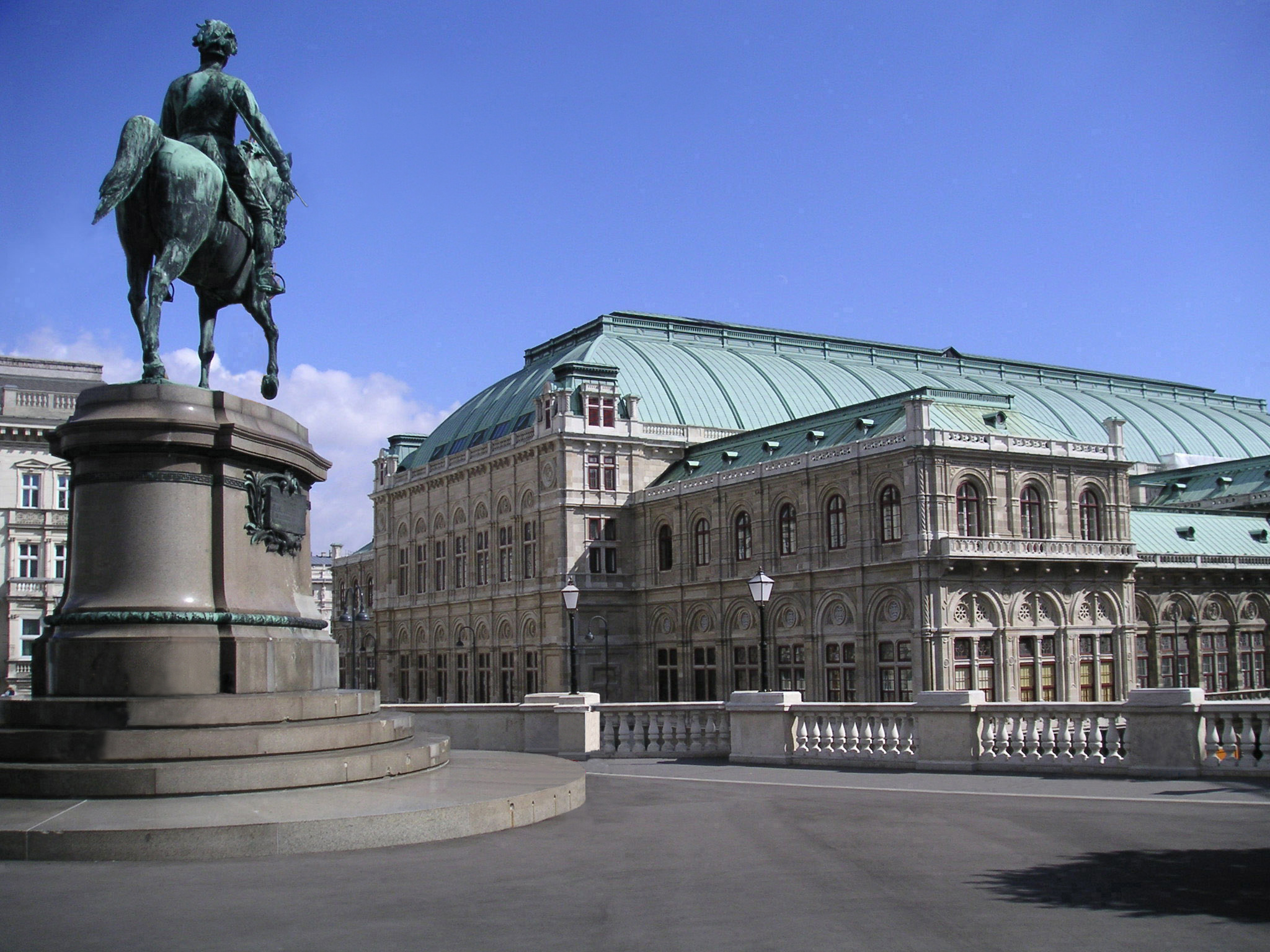
빈 국립 오페라 극장
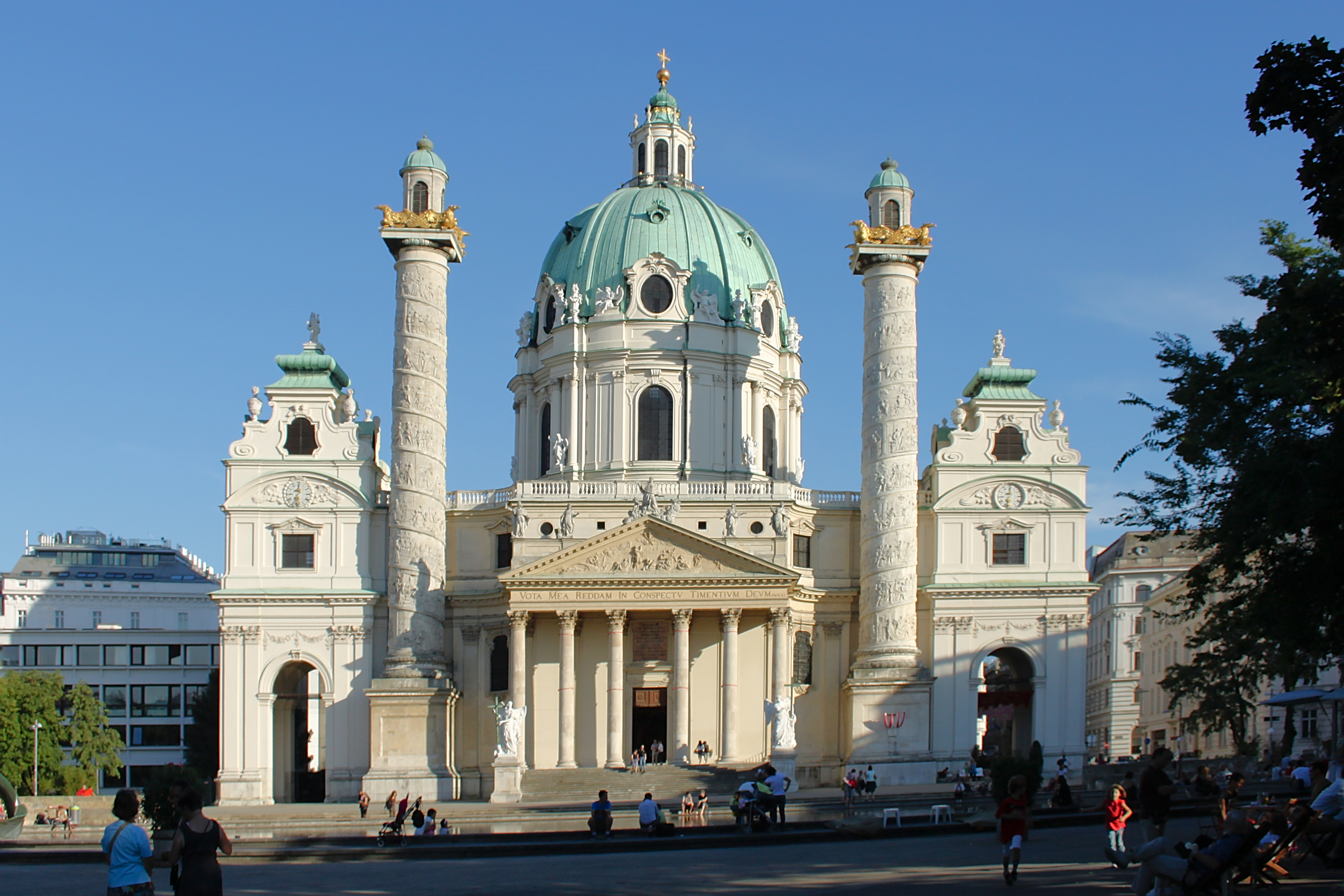
칼스 교회
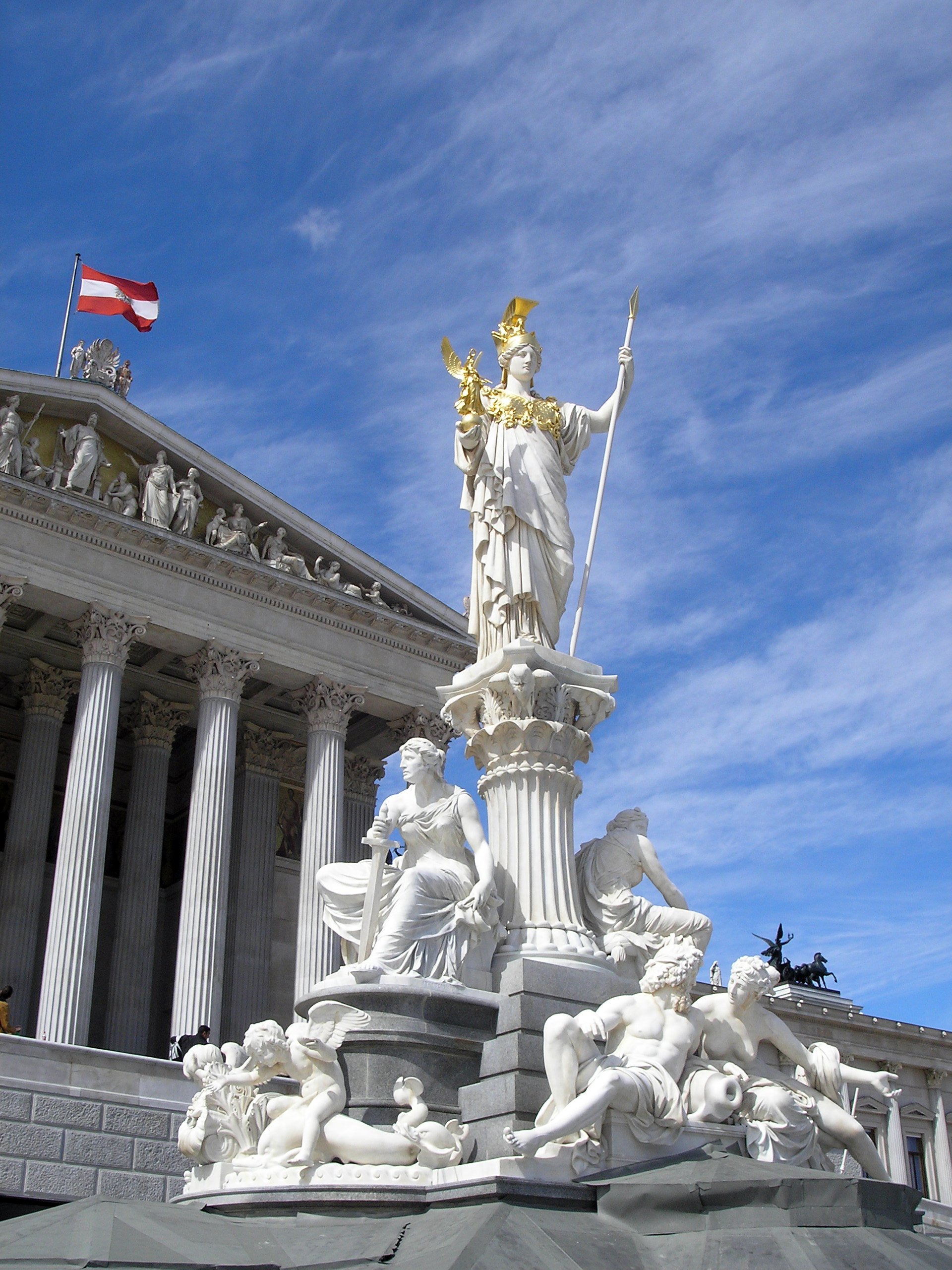
오스트리아 의회의사당
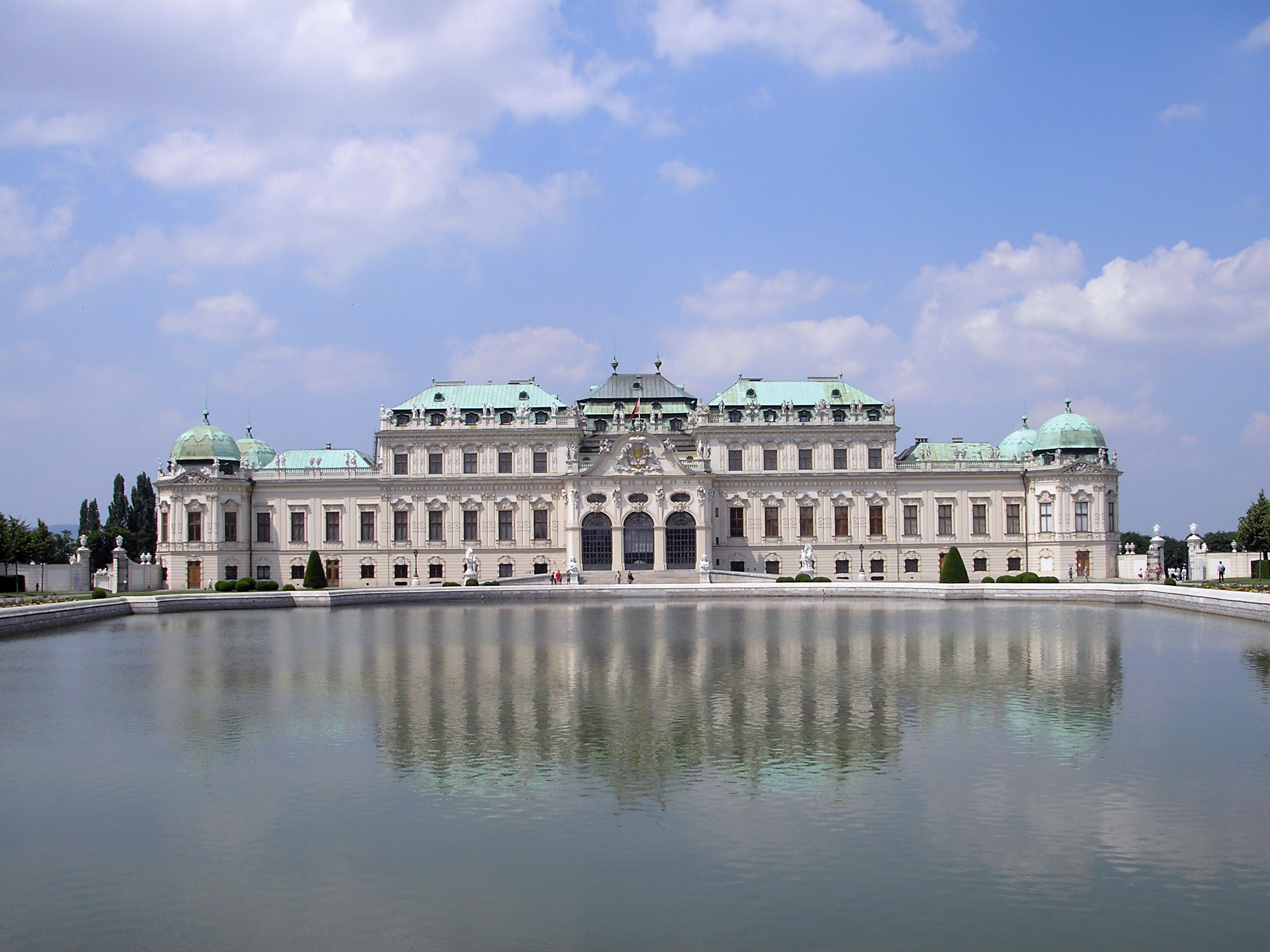
벨베데레 궁전

1996년, 쇤브룬궁과 정원 군이 유네스코 세계 문화 유산에 등재되었다. 2001년에 시내 중심부가 추가로 등재되며 빈 역사 지구로 명명되었다. 빈 역사 지구는 몇 가지 역사적인 건물, 성 슈테판 성당 및 문화 기관을 포함한다.
- 호프부르크 왕궁(Hofburg)
- 알베르티나 (Albertina)
- 슈테판 대성당(Stephansdom)
- 쇤브룬 궁전(Schloss Schönbrunn)
- 빈 국립 오페라 극장(Wiener Staatsoper)
- 카를 교회(Karlskirche)
- 벨베데레 궁전(Belvedere Palace)
- 오스트리아 의회의사당(Parlamentsgebäude)

## 국제 관계

### 스파이 도시
국제 기구가 여럿 모인 빈의 특성상 스파이가 많이 활동하는 도시로 알려져 있다. 빈은 냉전 시절에 양측 정보원들이 활발하게 활동하면서 공식적으로 협상을 맺는 장소이기도 했으며 냉전이 끝난 지금도 그 지위는 여전하다. 특히 2001년 9·11 테러 이후 정치 상황이 매우 불안정한 이라크 등의 중동 국가를 대신해 스파이들의 중요한 활동무대로 기능해 왔다. 2014년 보도에 따르면 빈에서 활동 중인 스파이의 수는 7천 명에 달하며, 교육 및 의료 수준이 높아 부양할 가족이 있는 스파이들이 특히 빈을 선호한다. 스파이 활동 전문가인 에밀 보비는 빈의 외교관 중 절반이 자국 정보요원들과 밀접한 관계를 맺고 있으며 모든 대사관은 요원들로 가득 차 있다고 저술한 바 있다.
빈은 국제사회의 경제 제제를 받고 있는 조선민주주의인민공화국의 밀수 통로다. 100명 가량의 조선민주주의인민공화국 국적자가 오스트리아에 거주하는 것으로 추산되며 빈에서 활동하는 국가보위성 관계자는 10명 내외로 파악되고 있다.

### 국제 기구

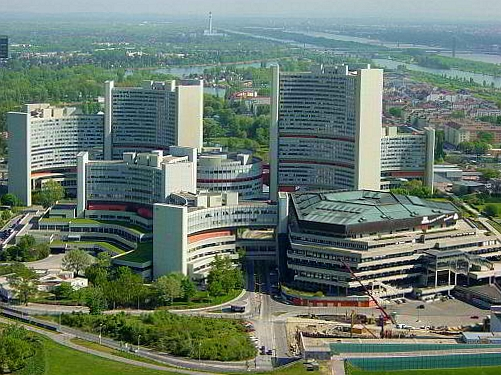
유엔 빈 사무국

유엔 빈 사무국 뿐만 아니라, 유엔 산업 개발 기구, 국제 원자력 기구(IAEA), 유엔 난민 기구 (UNHCR), 유엔 국제 무역법 위원회 (UNCITRAL), 유럽 안보 협력 기구 (OSCE), 석유 수출국 기구(OPEC)가 빈에 본부를 두었다.

### 협약 도시
빈은 자매 도시를 갖고 있지 않다. 하지만 다음 도시와 협력 관계를 유지하고 있다.
| - 세르비아 베오그라드 - 슬로바키아 브라티슬라바 - 체코 브르노 - 헝가리 부다페스트 | - 독일 함부르크 - 폴란드 크라쿠프 - 슬로베니아 류블랴나 - 프랑스 파리 | - 체코 프라하 - 캐나다 밴쿠버 - 크로아티아 자그레브 - 스위스 취리히 |

## 인물

### 빈 출신의 배우
헤디 라마르, 크리스토프 발츠, 존 배너, 크리스티아네 회르비거, 에릭 폴먼, 보리스 코조, 젠타 베르거 등이 빈에서 태어나거나 자랐다.

## 같이 보기
- 오스트리아의 세계유산
- 빈 독일어

### 내용주
1. ↑  10구는 앞선 1874년 추가되었다.
2. ↑  독일어로 젊은 양식, 새로운 양식을 뜻한다.
3. ↑  오스트리아 분데스리가에서 21회, 컵 대회에서 27회 우승했다.
4. ↑  오스트리아 분데스리가에서 32회 우승했다. 현재 최다 우승 기록을 보유하고 있다.